# Xã Liberty, Quận St. Francois, Missouri
Xã Liberty (tiếng Anh: Liberty Township) là một xã thuộc quận St. Francois, tiểu bang Missouri, Hoa Kỳ. Năm 2010, dân số của xã này là 2.232 người.